# イングラハム (DD-444)
|          |                                                                                  |
| 艦歴     |                                                                                  |
| 発注     |                                                                                  |
| 起工     | 1939年11月15日                                                                   |
| 進水     | 1941年2月15日                                                                    |
| 就役     | 1941年7月17日                                                                    |
| 退役     |                                                                                  |
| その後   | 1942年8月22日に事故で沈没                                                        |
| 除籍     | 1942年9月11日                                                                    |
| 性能諸元 |                                                                                  |
| 排水量   | 1,600トン                                                                        |
| 全長     | 347 ft 9 in (106.0 m)                                                            |
| 全幅     | 36 ft 1 in (11.0 m)                                                              |
| 吃水     | 11 ft 10 in (3.6 m)                                                              |
| 機関     | 4缶、2軸推進、50,000 shp (37 MW)                                                 |
| 最大速   | 33ノット (61 km/h)                                                               |
| 乗員     | 208名                                                                            |
| 兵装     | 5インチ砲5門、 12.7mm機銃12基、 21インチ魚雷発射管10門、 Y-ガン1基、 爆雷軌条2軌 |

イングラハム (USS Ingraham, DD-444) は、アメリカ海軍の駆逐艦。グリーブス級駆逐艦の1隻。艦名はダンカン・N・イングラハム大佐に因む。その名を持つ艦としては2隻目。

## 艦歴
イングラハムは1939年11月15日にチャールストン海軍工廠で起工する。1941年7月17日にジョージ・イングラハム・ハチンソン夫人（イングラハム大佐の孫娘）によって命名、進水し、1941年2月15日に艦長ウィリアム・M・ヘインズワース・ジュニア少佐の指揮下就役した。
東海岸沿いの整調および沿岸での作戦活動後、イングラハムは1941年12月、日本軍による真珠湾攻撃によりアメリカ合衆国が第二次世界大戦に参戦した直後船団護衛任務に就く。1942年にはアメリカ合衆国とアイスランド、イギリス間の船団を護衛し、ヒトラーの侵略に脅かされる連合国に対しての補給を支援した。ドイツのUボートによる脅威の下、イングラハムはヨーロッパおよび南方はパナマ運河までの範囲で護衛任務を継続した。
8月22日の夜、濃霧の中ノバスコシア州沖でバック (USS Buck, DD-420) と商船の衝突事故を調査している最中にイングラハムは給油艦シェマング (USS Chemung, AO-30) と衝突した。イングラハムはたちまち沈没し、艦尾の爆雷が爆発した。この事故の生存者は11名であった。イングラハムは1942年9月11日に除籍された。